# 長滝の延年
長滝の延年は、岐阜県郡上市の長滝白山神社で行われる延年で、六日祭り、花奪い祭とも呼ばれる。現在でも行われている延年の行事の中で毛越寺の延年と並んで古態を遺しているといわれ、1977年（昭和52年）に重要無形民俗文化財に指定されている。

## 概要
もとは大晦日から正月六日まで行われていた長滝寺の修正会最終日に、僧侶や神官を山伏や稚児がもてなすために行われた芸能で、確実な起源は不明であるが伝承によれば鎌倉時代にさかのぼると考えられている。その後修正会が変容し、神仏分離が行われた後も長滝白山神社の祭礼として形を変えながら現代まで残っている。ただし、祭りの準備は長滝寺の阿名院で行われるなど、神仏習合時の名残りが色濃く残る。平成30年（2018年）現在、延年は神事、酌取り、とうべん、露払い、乱拍子、田歌（おた）、花笠ねり歌、とうべんねり歌、しろすり及び大衆舞の10の演目から成っているが、江戸の慶安元年に記された記録に依れば当時は菓子ほめ、俱舎、開口並びに立合という演目もあり、天文年間まではさらに能も演じられていた。現在でも神社にその時用いられたとみられる古い能面が残り、重要文化財に指定されている。
令和3年（2021年）、同4年は新型コロナウイルス感染症の影響により中止された。
延年が演じられる長滝神社拝殿の天井に吊るされた桜、菊、牡丹、椿、芥子の造花でできた花笠は養蚕に利益があるとの俗信かあり、参詣者が奪い合う様子から花奪い祭との別称がある。もとは花笠は延年を演じる稚児が身に着けていたが、あるとき興奮した群衆が稚児の首を折ってしまったため天井に吊るされるものとなったと伝わる。その後は延年が行われている最中は天井に上げられ、終了後にに下されて参詣者が持ち帰っていたが、昭和20年（1945年）頃天井に攀じ登って造花を取った者が出たのち、人やぐらを組んで造花を振り落とす通例となっている。
酌取りは修正会に携わった僧侶と神官を労うために山伏が奉仕した所作が儀礼として残ったものである。現在では献酌を受けるのは笛方と太鼓方になっている。酌取りが行われる舞台には菓子台が据えられ、その上に米で白山三山が、はぜ米、干し柿、かち栗、丸餅で三馬場が表現される。演目は箒で舞台を掃き清める「箒掃き」、給仕の膳の向きを直す「膳直し」の後、酒が豊富にあることを示す「見せ酌」、交互に長柄の銚子で献酌を行う「千鳥の盃」、菓子台を挟んで銚子をやりとりする「菓子台の盃」を経て菓子台の菓子を参詣者に撒く「菓子台まくり」が行われる。
とうべんは当弁とも表記し、竹の飾りをつけた竹王という竹の精の役と、梅の飾りをつけた梅王の二人の当弁役が長い紙垂をつけた当弁竿を振り、梅と竹の賀詞を述べる演目である。
露払いは猩々の面をつけ、陣羽織を羽織り、太刀を持った舞人が笛に合わせて踏み足をしながら舞う儀式で、ヒーヒーヤ、あるは乱拍子の猩々とも呼ばれ次の演目である乱拍子と一体のものであったという見方がある。乱拍子は金の烏帽子をかぶり、緑の狩衣を着て扇と花を持った稚児が舞台の周りを回る演目で、寺院で稚児を賞美した名残りであるという。
田歌は梅王と竹王が向かい合って答弁竿を振りながら、太鼓と笛に合わせて「ほっと（発頭）」と地歌という二曲の田歌を歌う演目で、この歌が始まるころから花奪いが始まる。
花笠ねり歌は本来は花笠を身に着けた舞人に向けて歌われたものであるが、現在では笛方の歌に合わせて当弁が花笠に向かって舞う演目で、とうべんねり歌は梅王と竹王が交互に歌い舞を披露するもので、この歌が終わると天井に吊るされた花笠が手の届く高さまで降ろされる。本来はこの時点で参詣者が花を取っていた。
しろすりは百姓姿の親とポチ（発意）が鍬を持ち田を起こす所作を交えた舞を披露する。田打ちと呼ばれる。大衆舞はその掛け声からはっさいとも呼ばれ、烏帽子をつけ扇を持った舞人が舞を披露するもので、悟りを妨げる八災を除くための祈願として行われていると考えられている。